# قائمة قرارات مجلس الأمن التابع للأمم المتحدة لعام 1959
تتضمن قائمة قرارات مجلس الأمن التابع للأمم المتحدة لعام 1959 جميع القرارات الصادرة عن مجلس الأمن التابع للأمم المتحدة خلال العام 1959.

## القائمة
| رقم القرار | الرمز            | نص القرار                         | موضوع القرار           |
| ---------- | ---------------- | --------------------------------- | ---------------------- |
| 132        | S/RES/132 (1959) | نص الوثيقة على موقع الأمم المتحدة | المسالة المتعلقة بلاوس |

## المرجع
1. ↑  "Security Council Resolutions" (بالإنجليزية). الأمم المتحدة. Archived from the original on 2018-10-06. Retrieved 22 شباط / فبراير 2017. {{استشهاد ويب}}: تحقق من التاريخ في: |تاريخ الوصول= (help)